# Liste der Baudenkmäler in Großlangheim
Auf dieser Seite sind die Baudenkmäler in dem unterfränkischen Markt Großlangheim zusammengestellt. Diese Tabelle ist eine Teilliste der Liste der Baudenkmäler in Bayern. Grundlage ist die Bayerische Denkmalliste, die auf Basis des Bayerischen Denkmalschutzgesetzes vom 1. Oktober 1973 erstmals erstellt wurde und seither durch das Bayerische Landesamt für Denkmalpflege geführt wird. Die folgenden Angaben ersetzen nicht die rechtsverbindliche Auskunft der Denkmalschutzbehörde.
 Diese Liste gibt den Fortschreibungsstand vom 17. Mai 2023 wieder und enthält 45 Baudenkmäler.

## Ortsbefestigung
Die ehemalige Ortsbefestigung ist an der Nordwestseite des Ortes in Teilen erhalten. Sie besteht aus Bruchsteinmauern aus dem 15. Jahrhundert. Aktennummer: D-6-75-131-1.

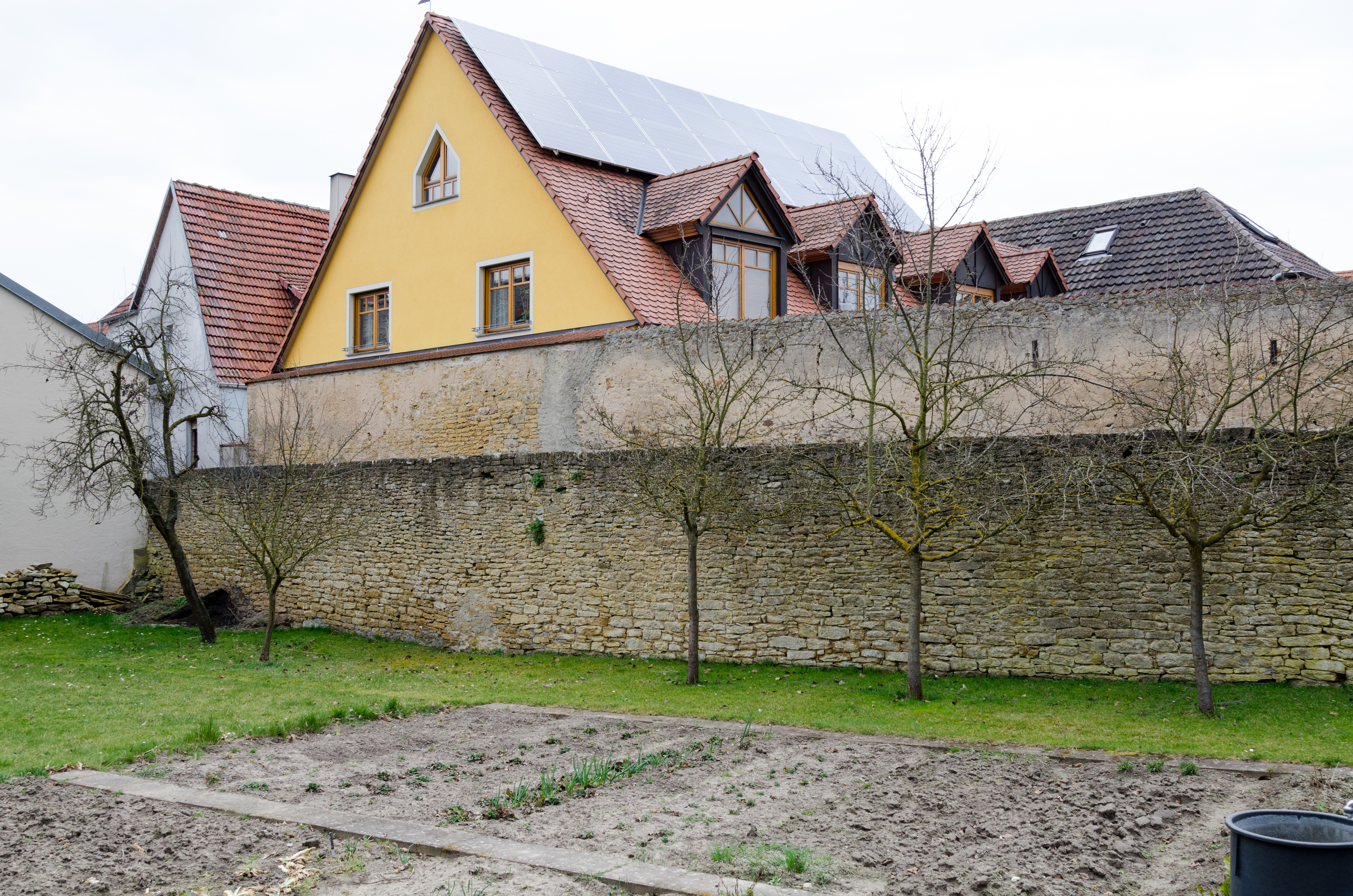
Ortsmauer an der Rosengasse, Feldseite
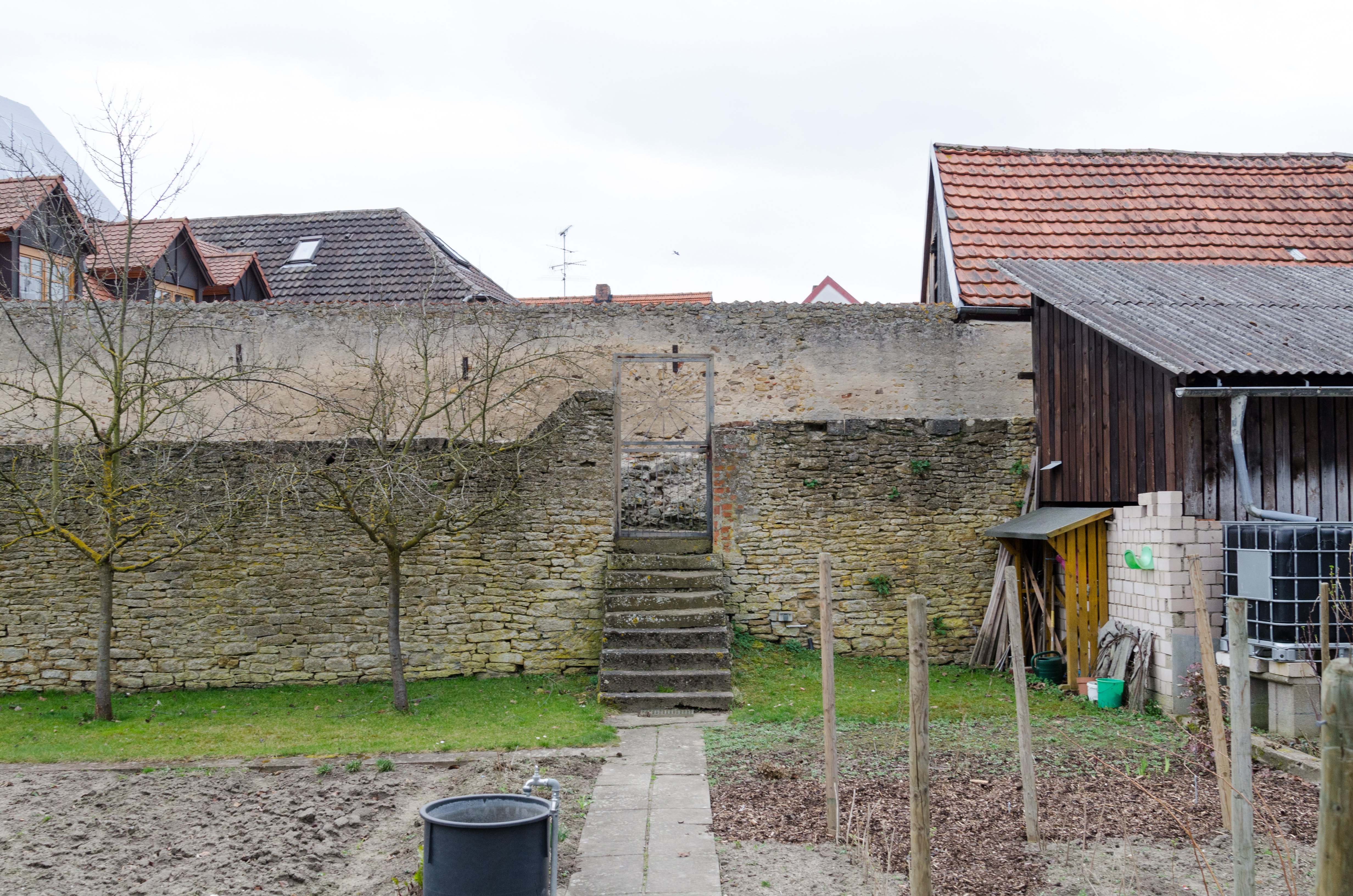
Ortsmauer an der Rosengasse, Feldseite
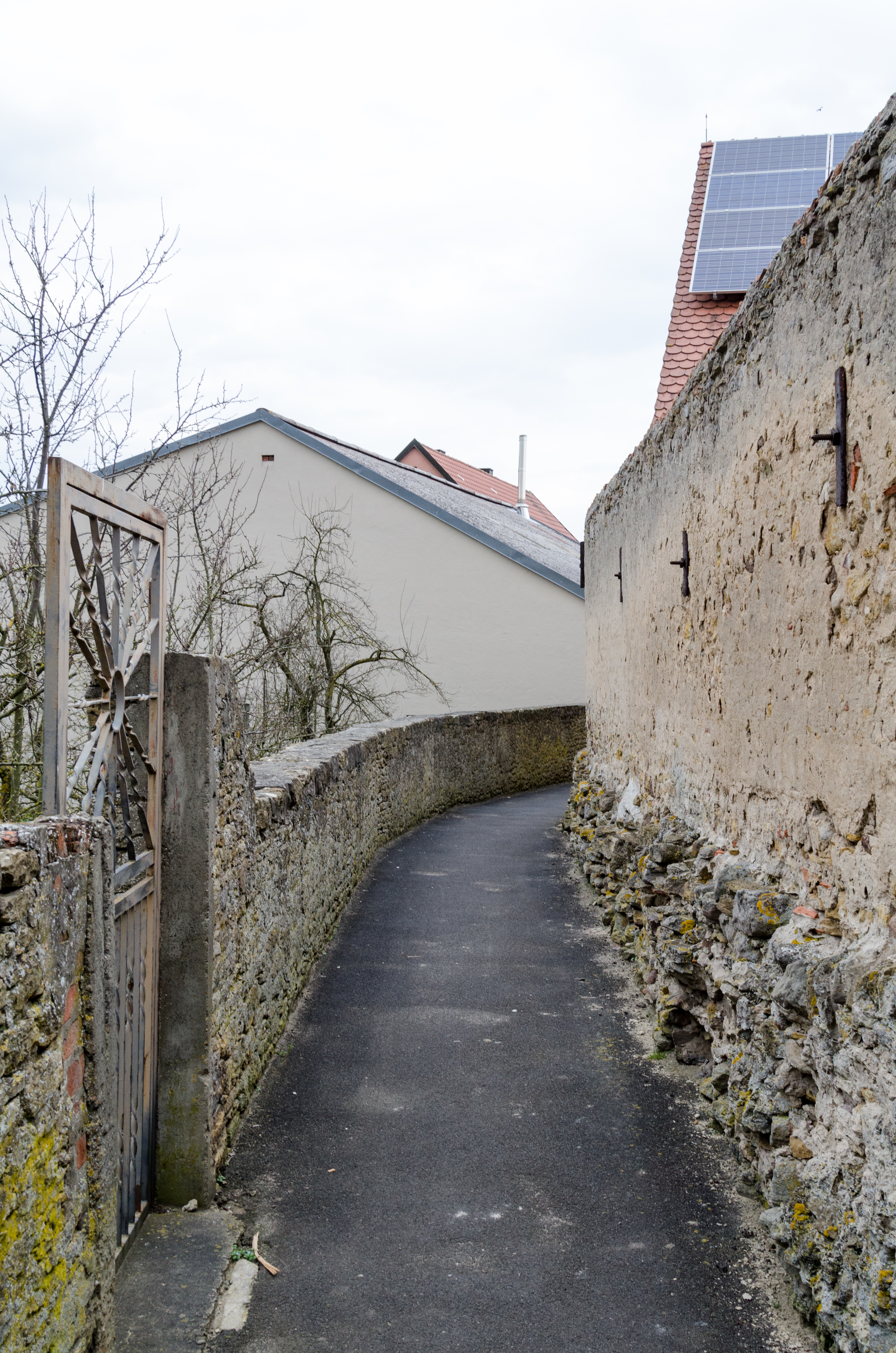
Ortsmauer an der Rosengasse, Feldseite

## Baudenkmäler nach Ortsteilen

### Großlangheim
| Lage                                                         | Objekt                                    | Beschreibung | Akten-Nr.              | Bild           |
| ------------------------------------------------------------ | ----------------------------------------- | --- | ---------------------- | -------------- |
| Schloßhof (Standort)                                         | Ehemalige Wasserburg                      | Quadratische Anlage mit Wassergraben, Bering in Teilen erhalten, spätmittelalterlich                                                                                       | D-6-75-131-26 Wikidata | weitere Bilder |
| An der Ziegelhütte; Kreuzung Seeweg/Tiergartenweg (Standort) | Bildstock                                 | Mit Dreifaltigkeit, Sandstein, erneuert 1961 | D-6-75-131-38 Wikidata | BW             |
| Dettelbacher Weg; an der Straße nach Hörblach (Standort)     | Martersäule                               | Mit Pietà, Sandstein, bezeichnet „1750“, erneuert 1996 | D-6-75-131-32 Wikidata | BW             |
| Hauptstraße 10 (Standort)                                    | Toreinfahrt                               | Sandstein, bezeichnet „1817“ | D-6-75-131-4 Wikidata  | weitere Bilder |
| Hauptstraße 16 (Standort)                                    | Wohnhaus                                  | Zweigeschossiger Halbwalmdachbau mit Fachwerkobergeschoss, 18. Jahrhundert                                                                                                 | D-6-75-131-41 Wikidata | weitere Bilder |
| Hauptstraße 37, 39 (Standort)                                | Bauernhof                                 | Eingeschossiges Bauernhaus, Austragshaus, Hoftor und Nebengebäude, 18./19. Jahrhundert                                                                                     | D-6-75-131-42 Wikidata | weitere Bilder |
| Hauptstraße 40 (Standort)                                    | Pfarrhaus                                 | Zweigeschossiger Walmdachbau auf Sockelgeschoss, bezeichnet „1832“ | D-6-75-131-6 Wikidata  | weitere Bilder |
| Hauptstraße 41 (Standort)                                    | Wohnhaus                                  | Zweigeschossiges Eckgebäude mit Walmdach, Fachwerkobergeschoss, 18. Jahrhundert                                                                                            | D-6-75-131-43 Wikidata | weitere Bilder |
| Hauptstraße 42 (Standort)                                    | Ehemaliges Rathaus, Gemeindeverwaltung    | Zweigeschossiger Sandsteinquaderbau mit Walmdach, Rundbogenfenster und Geschossgesims, erste Hälfte 19. Jahrhundert                                                        | D-6-75-131-7 Wikidata  | weitere Bilder |
| Hauptstraße 58 (Standort)                                    | Wohnhaus                                  | Zweigeschossiges Eckhaus mit Halbwalmdach, verputztes Fachwerkobergeschoss, um 1800, mit älterem Kern                                                                      | D-6-75-131-8 Wikidata  | weitere Bilder |
| Hauptstraße 58 (Standort)                                    | Immaculata                                | 18. Jahrhundert | D-6-75-131-8 Wikidata  | weitere Bilder |
| Hauptstraße 59 (Standort)                                    | Hofanlage                                 | Zweigeschossiges Wohnhaus mit Halbwalmdach, verputztes Fachwerkobergeschoss, 18. Jahrhundert                                                                               | D-6-75-131-9 Wikidata  | weitere Bilder |
| Hauptstraße 67 (Standort)                                    | Gasthaus                                  | Zweigeschossiger traufseitiger Satteldachbau mit rundbogiger Toreinfahrt, verputztem Fachwerkobergeschoss und geohrten Fensterrahmungen im Obergeschoss, bezeichnet „1695“ | D-6-75-131-10 Wikidata | weitere Bilder |
| Hauptstraße 69 (Standort)                                    | Hofanlage                                 | Zweigeschossiger traufseitiger Satteldachbau mit Halbwalm, Fachwerkobergeschoss, erste Hälfte 19. Jahrhundert                                                              | D-6-75-131-11 Wikidata | weitere Bilder |
| Hauptstraße 71 (Standort)                                    | Hofanlage, Wohnhaus                       | Zweigeschossiger Walmdachbau mit geohrten Fensterrahmungen und barocken Gliederungen, 1738                                                                                 | D-6-75-131-12 Wikidata | weitere Bilder |
| Hauptstraße 76 (Standort)                                    | Wohnhaus                                  | Zweigeschossiger Satteldachbau mit geohrten Fenster- und Türrahmungen, 19. Jahrhundert                                                                                     | D-6-75-131-13 Wikidata | BW             |
| Hauptstraße 76 (Standort)                                    | Hoftor                                    | Spitzbogig, Bruchstein, spätmittelalterlich | D-6-75-131-13 Wikidata | weitere Bilder |
| Hauptstraße 80 (Standort)                                    | Katholische Kapelle St. Antonius Eremit   | Saalbau mit eingezogenem 5/8 Chor, Dachreiter, 1399; mit Ausstattung | D-6-75-131-2           | weitere Bilder |
| Hauptstraße 86 (Standort)                                    | Bauernhaus                                | Zweigeschossiger giebelständiger Halbwalmdachbau mit geohrten Fensterrahmungen, im Kern 16. Jahrhundert, im 18. und 19. Jahrhundert überformt                              | D-6-75-131-14 Wikidata | weitere Bilder |
| Hauptstraße 86 (Standort)                                    | Relief                                    | Pietà, bezeichnet „1475“ | D-6-75-131-14 Wikidata | weitere Bilder |
| Hauptstraße 105 (Standort)                                   | Wohnhaus                                  | Zweigeschossiger Satteldachbau mit Fachwerkobergeschoss, 18. Jahrhundert                                                                                                   | D-6-75-131-15 Wikidata | weitere Bilder |
| Hauptstraße 105 (Standort)                                   | Madonnenfigur                             | Holz, 19. Jahrhundert | D-6-75-131-15 Wikidata | BW             |
| Kirchgasse 5, hinter der Kirche (Standort)                   | Kreuzigungsgruppe                         | Sandsteinfiguren auf Sockeln, bezeichnet „1909“ | D-6-75-131-18 Wikidata | weitere Bilder |
| Kirchgasse 5 (Standort)                                      | Katholische Pfarrkirche St. Jakobus Maior | Westturm im Kern um 1400, Langhaus und Chor 1596–1622, seitlich exedrenartig erweitert 1821–22; mit Ausstattung                                                            | D-6-75-131-16          | weitere Bilder |
| Kirchgasse 5 (Standort)                                      | Bildstock                                 | Mit Kreuzigung, bezeichnet „1513“; Original unter Schutzdach; Kopie vgl. Nähe Bahnhofstraße, Roßgasse 2                                                                    | D-6-75-131-17 Wikidata | weitere Bilder |
| Kirchgasse 5 (Standort)                                      | Kreuzschlepper                            | 1712; Original unter Schutzdach; Kopie vgl. Nähe Bahnhofstraße, am Friedhofseingang                                                                                        | D-6-75-131-17 Wikidata | weitere Bilder |
| Kirchgasse 5 (Standort)                                      | Bildstock                                 | Mit Pietà und Marienkrönung, bezeichnet „1858“; Original unter Schutzdach; Kopie, vgl. Tiergarten, Am Schloßsee                                                            | D-6-75-131-17 Wikidata | weitere Bilder |
| Kirchgasse 5 (Standort)                                      | Weitere Original-Steinobjekte             | Unter Schutzdach hinter der Kirche | D-6-75-131-17 Wikidata | weitere Bilder |
| Kitzinger Straße 2 (Standort)                                | Wohnhaus                                  | Zweigeschossiger Satteldachbau mit Fachwerkobergeschoss, um 1700 | D-6-75-131-44 Wikidata | Wohnhaus       |
| Kranzer; auf der Kranzerhöhe (Standort)                      | Bildstock                                 | Mit Darstellung der Dreifaltigkeit, Bildaufsatz Sandstein, 1874, erneuert 1950                                                                                             | D-6-75-131-33 Wikidata | BW             |
| Kranzerweg (Standort)                                        | Bildstock                                 | Mit Kreuzigung und gegeißeltem Christus, erneuert 2001 | D-6-75-131-31 Wikidata | Bildstock      |
| Mittleres Gewend; Muckenweide; Bergweg (Standort)            | Bildstock                                 | Mit Dreifaltigkeit, bezeichnet „1840“ | D-6-75-131-36 Wikidata | BW             |
| Muckenweide; Flur "Eidesfeld" (Standort)                     | Bildstock                                 | Mit Kreuzigung und heiligem Wendelin, bezeichnet „1797“ | D-6-75-131-35 Wikidata | BW             |
| Nähe Bahnhofstraße; neben dem Friedhofeingang (Standort)     | Kreuzschlepper                            | Aus Sandstein, bezeichnet „1712“; Original hinter der Kirche, vgl. Kirchgasse 5                                                                                            | D-6-75-131-29 Wikidata | weitere Bilder |
| Nähe Bahnhofstraße; Roßgasse 2 (Standort)                    | Bildstock                                 | Mit dreiteiligem Schaft, Blendmaßwerk, Darstellung der Kreuzigung in der Ädikula, Sandstein, bezeichnet „1513“; Kopie, Original hinter der Kirche, siehe Kirchgasse 5      | D-6-75-131-23 Wikidata | weitere Bilder |
| Nähe Bahnhofstraße (Standort)                                | Friedhofskreuz                            | Sockel mit Inschrift und von zwei betenden Engeln flankiertes Kreuz aus Rotsandstein, Corpus Christi in barocken Formen, Kunststein, 1912                                  | D-6-75-131-49          | BW             |
| Nähe Hauptstraße; neben der Dorflinde (Standort)             | Kriegerdenkmal                            | Mit Inschriftensockel und Brunnen, 1920er Jahre, darauf eine Immaculata-Figur, bezeichnet „1767“                                                                           | D-6-75-131-3 Wikidata  | weitere Bilder |
| Nähe Kleinlangheimer Straße (Standort)                       | Bildstock                                 | Mit Vesperbild, Sandstein, 1713, Kopie von 1995 | D-6-75-131-20 Wikidata | weitere Bilder |
| Nähe Rödelseer Straße; am Ortsausgang (Standort)             | Kreuzschlepper                            | Sandstein, Anfang 18. Jahrhundert | D-6-75-131-34 Wikidata | weitere Bilder |
| Neubaustraße 2 (Standort)                                    | Hofanlage, Wohnhaus                       | Zweigeschossiger Walmdachbau, mit Hofmauer, im Kern erste Hälfte 18. Jahrhundert                                                                                           | D-6-75-131-21 Wikidata | weitere Bilder |
| Neubaustraße 2 (Standort)                                    | Hofanlage, Wirtschaftsgebäude             | Mit nachgotischen Bauformen | D-6-75-131-21 Wikidata | weitere Bilder |
| Neubaustraße 2 (Standort)                                    | Hofanlage                                 | Immaculata, 18. Jahrhundert | D-6-75-131-21 Wikidata | weitere Bilder |
| Neubaustraße 4a (Standort)                                   | Rückgebäude                               | Zweigeschossiger Satteldachbau mit Treppengiebel, wohl 16. Jahrhundert | D-6-75-131-22 Wikidata | weitere Bilder |
| Rödelseer Straße (Standort)                                  | Bildhäuschen                              | Mit Pietà aus Muschelkalk, Quadersockel | D-6-75-131-37 Wikidata | BW             |
| Schloßhof 3 (Standort)                                       | Hofanlage                                 | Wohnhaus, zweigeschossiger Walmdachbau, Scheune und Nebengebäude, erste Hälfte 19. Jahrhundert                                                                             | D-6-75-131-24 Wikidata | weitere Bilder |
| Schloßhof 9 (Standort)                                       | Ehemalige Synagoge, heute Kulturhaus      | Zweigeschossiger Flachsatteldachbau mit Rundbogenfenstern, 1837 | D-6-75-131-47 Wikidata | weitere Bilder |
| Schloßhof 10 (Standort)                                      | Kreuzschlepper                            | In einer Nische auf Sockel und Postament, Sandstein, Mitte 18. Jahrhundert                                                                                                 | D-6-75-131-25 Wikidata | weitere Bilder |
| Schloßhof 20 (Standort)                                      | Ehemaliger Gutshof des Schlosses          | Zweigeschossiger Walmdachbau mit später zugefügtem Zwerchhaus | D-6-75-131-46 Wikidata | weitere Bilder |
| Schloßhof 18 (Standort)                                      | Nebengebäude                              | Mit Walmdach, zweite Hälfte 18. Jahrhundert | D-6-75-131-46 Wikidata | weitere Bilder |
| Schloßhof 28 (Standort)                                      | Hofanlage, Wohnhaus                       | Zweigeschossiger giebelständiger Satteldachbau mit verputztem Fachwerkobergeschoss                                                                                         | D-6-75-131-27 Wikidata | BW             |
| Schloßhof 28 (Standort)                                      | Hofanlage                                 | Scheune | D-6-75-131-27 Wikidata | BW             |
| Schloßhof 28 (Standort)                                      | Hofanlage                                 | Nebengebäude, 17./18. Jahrhundert | D-6-75-131-27 Wikidata | BW             |
| Schwarzacher Straße 8 (Standort)                             | Wohnhaus                                  | Zweigeschossiger giebelständiger Walmdachbau mit verputztem Fachwerkobergeschoss, bezeichnet „1703“                                                                        | D-6-75-131-28 Wikidata | weitere Bilder |
| Tiergarten (Standort)                                        | Bildstock                                 | Vierseitiger Bildaufsatz mit Marienkrönung, 18./19. Jahrhundert | D-6-75-131-5 Wikidata  | BW             |
| Tiergarten; Am Schlosssee (Standort)                         | Martersäule                               | Mit Pietà und Marienkrönung, bezeichnet „1858“; Kopie; Original hinter der Kirche, vgl. Kirchgasse 5                                                                       | D-6-75-131-40 Wikidata | BW             |
| Tiergarten; an der Straße nach Rödelsee (Standort)           | Bildstock                                 | Mit Dreifaltigkeit, Seitenfiguren Heiliger Valentin und Heilige Barbara, Sandstein, erneuert 1995                                                                          | D-6-75-131-39 Wikidata | weitere Bilder |